# الحياة والكون وكل شيء
الحياة والكون وكل شيء: ندوة ماريون ك. «دوك» سميث حول الخيال العلمي والفانتازيا (بالإنجليزية: Life, the Universe, & Everything: The Marion K. "Doc" Smith Symposium on Science Fiction and Fantasy)‏ هو مؤتمر أكاديمي يعقد سنويًا منذ عام 1983 في بروفو بولاية يوتا. إنه أطول مؤتمر للخيال العلمي والفنتازيا في ولاية يوتا، وواحد من أكبر وأطول مؤتمرات الخيال العلمي الأكاديمي.

## وصلات خارجية
- الموقع الرسمي
 (بالإنجليزية)